# ولایت آخال
آخال (به ترکمنی: Ahal welaýaty، آحال ولایاتیٛ) یکی از ولایت‌های ترکمنستان است.
با اینکه شهر عشق‌آباد (پایتخت ترکمنستان) از لحاظ تقسیمات کشوری در حوزه ولایت آخال قرار دارد، به‌لحاظ قانونی از حوزه فرمانداری آخال مجزا و به‌صورت "شهر هم درجه ولایت" مدیریت می‌شود.

## شهرها و شهرستان‌ها
شهر هم‌درجه‌ی شهرستان:
- آرقه‌داغ

شهرستان‌ها:
- شهرستان آق‌بوغدای (نام پیشین: گاورس)
- شهرستان بابادهقان
- شهرستان بحردن (نام پیشین: بهارلی)
- شهرستان گوک‌تپه
- شهرستان قهقهه
- شهرستان سرخس
- شهرستان تجن

1. ↑  https://tdh.gov.tm/tk/post/35187/arkadag-saherinde-taze-etraplary-doretmek-hakynda-turkmenistanyn-mejlisinin-karary